# Lauritz Melchior
Lauritz Melchior, né Lebrecht Hommel le 20 mars 1890 à Copenhague, mort le 18 mars 1973 à Santa Monica en Californie, est un ténor danois naturalisé américain, reconnu comme un des plus éminents défenseurs du répertoire wagnérien des années 1920, 1930 et 1940.

## Biographie et carrière
« Avec plus de 1000 représentations dédiées à Wagner, dont plus de 200 Tristan et 181 Siegfried, Lauritz Melchior s'impose comme le ténor wagnérien absolu ».
Il débute enfant comme soprano dans la chorale de sa paroisse, puis commence en 1908, à dix-huit ans seulement, des études de chant études à la Royal Opera School de Copenhague avec Paul Bang. À ses débuts professionnels en 1913, à l'Opéra de la même ville, il est encore baryton et chante Silvio dans Pagliacci, sous la baguette du compositeur danois Carl Nielsen. 
Au hasard d'une tournée, on lui fait comprendre, à l'écoute de ses aigus remarquables, qu'il est en fait ténor, et c'est en 1918, après une année sabbatique pour se refaire une technique, en particulier avec Vilhelm Herold, qu'il passe au registre de Heldentenor dans lequel il se rendra célèbre. La même année, le 8 octobre, ses nouveaux débuts dans ce registre sont marqués par le rôle de Tannhäuser, à Copenhague. A Londres, en 1919, il rencontre par hasard un mécène qui finance des leçons avec Victor Beigel.
Jusqu'en 1923, il se perfectionne en Grande-Bretagne, puis en Allemagne avec Anna Bahr-Mildenburg. Siegfried Wagner l'engage ensuite pour la  réouverture du Festival de Bayreuth en juillet 1924. Il y chante d'abord Parsifal et Siegmund, rôle qui avait marqué aussi ses débuts au Covent Garden de Londres deux mois plus tôt, où il chante jusqu'en 1939 de légendaires Ring et Tristan et Isolde, avec Frida Leider et Kirsten Flagstad, mais aussi Otello et Florestan. A Bayreuth, il chante devant Hitler qui aurait été ému aux larmes par son Parsifal. C'est en Angleterre qu'il rencontre Guglielmo Marconi, qui l'invite à se produire sur les ondes pour l'une des toutes premières retransmissions radiophoniques internationales. Il débute ensuite au Metropolitan Opera de New York en 1926, dans Tannhäuser, où le succès est toutefois plus mitigé.
De retour en Europe, il se produit notamment à Hambourg, où il est en troupe, Berlin, Munich, où il alterne des rôles allemands et italiens, Lohengrin et Otello, Florestan et Radamès, mais aussi Samson, Turiddu, apprenant ainsi à garder la souplesse qui trop souvent fera défaut à ceux qui, d’emblée et trop tôt, se seront spécialisés dans les rôles uniquement wagnériens, fatiguant leur voix, raidissant leur souffle, émaillant leur timbre. Au Festival de Bayreuth, où il chante jusqu'en 1930, il incarne Siegfried, Tristan et Tannhäuser.
Il atteint le zénith de sa carrière dans les années 1930, où il se partage entre le Metropolitan Opera et le Staatsoper de Vienne (Autriche). À cette époque, il est considéré comme le plus grand ténor wagnérien de son temps. Pour beaucoup de critiques musicaux, sa facilité d'émission et la vigueur sensationnelle de sa voix n'ont jamais été dépassées. Son premier Tristan à New York, le 20 mars 1929, est un triomphe et marque le début d'une immense carrière américaine, puisqu'il se produira 519 fois sur la scène du Met jusqu'en 1950, y interprétant majoritairement Wagner, mais aussi Otello, et établissant avec Kirsten Flagstad un partenariat légendaire, dont maints enregistrements gardent le témoignage. Parallèlement, il chante au Covent Garden jusqu'en 1939, au Théâtre Colón de Buenos Aires de 1931 à 1943, aux Opéras de San Francisco et de Chicago de 1934 à 1945. À Paris, il chante le Ring en 1929 au Théâtre des Champs-Élysées, puis à l'Opéra, où il est aussi Tristan, Tannhäuser, Lohengrin de 1930 à 1936.
Vers la fin de sa carrière, il apparaît dans de nombreuses émissions de télévision, tourne dans cinq films entre 1945 et 1953, dont Thrill of a Romance (MGM, 1945, dans lequel il semble jouer son propre rôle : un vieux chanteur danois amateur de bonne chère installé en Californie), Luxury Liner (MGM, 1948), et achève sa carrière par une tournée mondiale de 1946 à 1949 et un Lauritz Melchior Show dans les années 1950. Aucun autre interprète ayant chanté plus de 200 fois Tristan n'aura gardé jusqu’à 60 ans un timbre si frais, un souffle si tenu, un vibrato si naturel. Jusqu’au 2 février 1950, date de ses adieux officiels sur la scène (en Lohengrin), Lauritz Melchior aura sans interruption chanté ces rôles écrasants sur toutes les plus grandes scènes du monde, avec des partenaires aussi prestigieux que Frida Leider, Lotte Lehmann, Kirsten Flagstad, Marjorie Lawrence, Astrid Varnay, Kerstin Thorborg, Margarete Klose, Friedrich Schorr. Conscient qu'une voix de ténor wagnérien n'est pas innée, mais doit se travailler, il a fondé la Melchior Heldentenor Foundation, qui aide les jeunes chanteurs (plus particulièrement les barytons aigus) à prendre le temps nécessaire à cette évolution, par un apprentissage technique, avant de se lancer dans le répertoire wagnérien.
En 1960, il chante encore pour célébrer son soixante-dixième anniversaire, à Copenhague, le rôle de Siegmund dans le premier acte de La Walkyrie. Parmi de nombreux enregistrements (dont beaucoup sont des captations live de ses performances wagnériennes), un de ceux qui témoigne le mieux de sa voix exceptionnelle, par la vaillance et la qualité du timbre, toujours vibrant et lumineux, est d'ailleurs celui de ce même premier acte, à Vienne en 1935, avec Lotte Lehmann et Emanuel List, sous la baguette de Bruno Walter. Selon Jean-Jacques Groleau, « outre le phénomène purement incroyable de la longévité de cette voix (phénomène qui tient certainement autant à la nature de l'homme qu'à sa fabuleuse technique vocale), c'est avant tout la beauté de son chant qui marque l'auditeur. De fait, Melchior est l'antithèse absolue du chant brutal et forcé que l'on considère trop souvent comme la seule manière de chanter Wagner. Souplesse, phrasé, vibrato naturel, couleurs (son 3eme acte de Tristan est à cet égard irremplaçable), tout chez lui a su garder les bons côtés du chant wagnérien. Son Siegfried chante, murmure et claironne quand il le faut ; son Tannhäuser s'électrise au fur et à mesure que la tessiture s'élève... »
Son fils, Ib Melchior, est un scénariste réputé dans le domaine de la science-fiction.

## Discographie sélective
- EMI Références : Lauritz Melchior chante Wagner (sélection des airs les plus célèbres, dont « Allmächt’ger Vater » de Rienzi).
- Danacord : Lauritz Melchior Anthology, 5 volumes parus chez l’éditeur danois, des enregistrements du jeune Melchior encore baryton, les premiers pas du ténor dans un répertoire divers (français, italien – airs souvent chantés en allemand), jusqu'au premier acte complet de La Walkyrie enregistré en concert en 1960.
- Tannhäuser
  - avec Flagstad, Halstead, Tibbett, List – dir. Artur Bodanzky (live New York, 1936)
  - Flagstad, Thorborg, Janssen, List – dir. Erich Leinsdorf (live New York, 1941)
- Lohengrin
  - avec Melchior, Lehmann, Lawrence, Schorr – dir. Bodanzky (live New York, 1935)
  - avec Rethberg, Thorborg, Huehn – dir. Leinsdorf (live New York, 1940)
- La Walkyrie
  - avec Lawrence, List, Flagstad, Huehn, Branzell – dir. Leinsdorf (live New York, 1940)
  - avec Lehmann, List, Lawrence, Schorr, Thorborg – dir. Leinsdorf (live New York, 1940)
  - avec Varnay, Kipnis, Traubel, Schorr, Thorborg – dir. Leinsdorf (live New York, 1941)
  - Acte I (+ extraits de l'Acte II) : avec Lehmann, List – dir. Walter (Studio, HMV 1935)
- Siegfried
  - avec Flagstad, Laufkötter, List, Schorr, Habich, Andreva - dir. Bodanzky (live New York, 1937)
  - Extraits de studio : avec Easton, Reiss, Tessmer, Bockelmann, Habich, Gruhn – dir. Coates / Heger (HMV 1929-1932)
- Le Crépuscule des dieux
  - avec Lawrence, Schorr, Manski, Habich – dir. Bodanzky (live New York, 1936).
  - Extraits : avec Leider, Janssen, Thorborg, List, Nezadal – dir. Thomas Beecham (live Covent Garden, 1936)
  - Extraits : avec Flagstad, Janssen, Thorborg, Weber, Nezadal – dir. Wilhelm Furtwängler (live Covent Garden, 1937)
  - Extraits : avec Leider, Janssen, Stosch, Schirp – dir. Furtwängler (live Covent Garden, 1938)
- Tristan et Isolde
  - avec Flagstad, Branzell, Schorr, Hofmann – dir. Bodanzky (live New York, 1935)
  - avec Flagstad, Kalter, Janssen, List – dir. Fritz Reiner (live Covent Garden, 1936)
  - avec Flagstad, Thorborg, Huehn, Hofmann – dir. Bodanzky (live New York, 1937)
  - avec Flagstad, Schöffler/Janssen, Branzell/Klose, S. Nilsson – dir. Beecham (live Covent Garden, 1937)
  - avec Traubel, Kindermann, Janssen, List – dir. Fritz Busch (live Colón, Buenos Aires, 1943)

## Sources
- Les Introuvables du chant wagnérien, L'Avant-Scène opéra, no 67, septembre 1984.
- Guide des opéras de Wagner. Livrets — Analyses — Discographies, sous la direction de Michel Pazdro, Paris, Fayard, coll. « Les Indispensables de la musique », 1998.
- Dictionnaire encyclopédique Wagner, sous la direction de Timothée Picard, Arles, Actes Sud / Paris, Cité de la musique, 2010.
- L’Univers de l’opéra. Œuvres, scènes, compositeurs, interprètes, sous la direction de Bertrand Dermoncourt, Paris, Robert Laffont, coll. « Bouquins », 2012.
- Le Nouveau Dictionnaire des interprètes, sous la direction de Alain Pâris, Paris, Robert Laffont, coll. « Bouquins », 2015.
- Les grands chanteurs du XXe siècle, Richard Martet, Buchet-Chastel, 2012, p. 38-43